# Plagigeyeria ljutaensis
Plagigeyeria ljutaensis – gatunek ślimaka z rzędu Littorinimorpha i rodziny źródlarkowatych.
Gatunek ten opisany został po raz pierwszy w 2020 roku przez Jozefa Grego. Jako miejsce typowe wskazano krasowe źródło rzeki Ljuty na terenie gminy Konjic w Bośni i Hercegowinie. Leży ono u podnóży masywu Bjelašnicy. Epitet gatunkowy pochodzi od nazwy rzeki.
Ślimak ten osiąga do około 2,1 mm wysokości i do około 1,5 mm szerokości muszli, której barwa jest mlecznobiała. Muszla cechuje się obecnością delikatnie zaznaczonych, silnie zbliżonych do siebie żeberek osiowych na teleokonsze i występowaniem blisko siebie rozmieszczonych żeberek spiralnych na protokonsze. Na skrętkę składa się pięć nabrzmiałych skrętów pooddzielanych głębokimi szwami. Dołek osiowy jest wąsko, szczelinowato otwarty. Szczyt muszli jest wyniesiony i stępiony. Ujście ma kształt ekscentrycznego owalu i jest wystająco rozszerzone w widoku od przodu. Perystoma jest stępiona.
Gatunek ten jest endemitem Bośni i Hercegowiny, znanym wyłącznie z miejsca typowego. Mięczak ten zasiedla bentos. Należy do zdrapywaczy żerujących na peryfitonie.